# Danny Moss
Dennis „Danny“ Moss (* 16. August 1927 in Redhill, Surrey; † 29. Mai 2008 in Perth) war ein britischer Jazzmusiker (Tenorsaxophon).

## Leben
Moss, Sohn eines Werkzeugmachers, brachte sich das Saxophonspielen als Autodidakt bei. Nach der Schule spielte er zunächst ab 1943 im Quintett von Wally Roger. Nach dem Militärdienst von 1945 bis 1948, wo er in einem Militärorchester spielte, wurde er Mitglied des Vic Lewis Orchestra, dann bei Tommy Sampson, von wo ihn Ted Heath mit sieben weiteren Musikern engagierte. Anschließend spielte er bei Johnny Dankworth, mit dem er 1959 auf dem Newport Jazz Festival auftrat, aber auch bei Alex Welsh. 1962 konnte Dankworth keine feste Band mehr finanzieren. Moss arbeitete daher bei Humphrey Lyttelton. Seit der Mitte der 1960er spielte er vor allem mit seinem eigenen Quartett und begleitete oft seine Frau, die Sängerin Jeanie Lambe, mit der er auch beim Montreux Jazz Festival 1972 auftrat. Seit 1970 war er auch für Alexis Korners CCS aktiv. Daneben nahm er mit Tony Bennett, Ella Fitzgerald, Bing Crosby, Sarah Vaughan und Rosemary Clooney auf. 1980 war er eines der Gründungsmitglieder der Pizza Express All Stars, mit denen er auch auf dem Jazzfestival in Nizza auftrat, spielte aber auch in der Big Band von Charlie Watts. 1989 ließ er sich mit seiner Frau in Australien nieder, wo er bereits seit 1983 erfolgreich auf Tourneen spielte. 2003 spielte er eine viel beachtete Duoplatte mit Stan Tracey ein. Der Bassist Danny Moss jr. ist sein Sohn.
Moss fühlte sich in der Traditionslinie von Coleman Hawkins und Ben Webster beheimatet. Der Independent zählt ihn zu der Handvoll von Spitzen-Tenorsaxophonisten aus Großbritannien.

## Diskographische Hinweise
- At University College Oxford (MacJazz, 1985) Duo mit Brian Lemon
- Weaver of Dreams (Nagel-Heyer, 1994) mit Brian Lemon, Butch Miles
- Good Life (Progressive, 1996)
- A Swingin’ Affair (Nagel-Heyer, 1996, mit den „Buddha’s Gamblers“)
- At University College Oxford (Macjazz, 2003)
- Just You, Just Me (Avid, 2003) mit Stan Tracey
- Easy to Remember (Nifnuf, 2006)